# Hemolymfa
Hemolymfa kallas den näringsdistribuerande kroppsvätska hos ryggradslösa djur med öppen cirkulation, hos vilka det inte tydligt går att särskilja blodet från lymfan. Exempel på djurgrupper med hemolymfa: leddjur, manteldjur och blötdjur.